# Bolívar, Táchira
Bolívar là một khu tự quản thuộc bang Táchira, Venezuela. Ước tính dân số của Bolívar theo điều tra dân số ngày 21 tháng 10 năm 2007 là 60 149 người. Thị trấn San Antonio del Táchira là quận lỵ của Bolívar.

## Tên
Khu tự quản này là một trong số nhiều khu tự quản ở Venezuela được đặt tên là "Khu tự quản Bolívar" (Bolívar Municipality) để vinh danh anh hùng độc lập người Venezuela Simón Bolívar.